# Ubicación Avanzada
Ubicación Avanzada (AP) es un programa en los Estados Unidos y Canadá creado por el College Board, el cual ofrece currículos y exámenes de nivel universitario a estudiantes de instituto. Colegios y universidades estadounidenses pueden conceder la ubicación y el crédito de curso a los estudiantes que obtengan puntajes altos en los exámenes. El plan de estudios AP para cada una de las diversas materias es creado para el College Board por un panel de expertos y educadores de nivel universitario en ese campo de estudio. Para que un curso de secundaria tenga la designación, el curso debe ser auditado por el College Board para asegurarse de que cumple con el plan de estudios AP. Si se aprueba el curso, la escuela puede usar la designación AP y el curso se incluirá públicamente en el Libro mayor del curso.

## Historia
Después del final de la Segunda Guerra Mundial, La Fundación Ford  creó un fondo que apoyaba a los comités de educación. El programa, que luego se conoció como el "Plan Kenyon", fue fundado e iniciado en Kenyon College en Gambier, Ohio, por el entonces presidente universitario Gordon Chalmers. El primer estudio fue realizado por cuatro escuelas preparatorias—la Escuela Lawrenceville, Academia Phillips, Academia Phillips Exeter, y Escuela de St. Paul —y tres universidades—Universidad de Harvard, Universidad de Princeton y Universidad Yale. En 1952 emitieron el informe Educación general en la escuela y la universidad: un informe del comité que recomendaba permitir a los estudiantes de último año de secundaria estudiar material de nivel universitario y tomar exámenes de rendimiento que les permitieran obtener créditos universitarios para este trabajo. El segundo comité, el Comité de Admisión con Nivel Avanzado, desarrolló e implementó el plan para elegir un plan de estudios. En 1952 se ejecutó un programa piloto que cubría once disciplinas. En el año escolar 1955-56, se implementó a nivel nacional en diez materias: matemática, física, química, biología, inglés, historia, francés, alemán, español y latín.
El College Board, una organización sin fines de lucro con sede en la ciudad de Nueva York, ha dirigido el programa AP desde 1955. De 1965 a 1989, Harlan Hanson fue director del Programa de Ubicación Avanzada. Desarrolla y mantiene pautas para la enseñanza de cursos de nivel superior en diversas materias. Además, apoya a los maestros de cursos AP y apoya a las universidades. Estas actividades se financian a través de las tarifas requeridas para tomar los exámenes AP.
En 2006, más de un millón de estudiantes tomaron más de dos millones de exámenes de ubicación avanzada. Muchas escuelas secundarias en los Estados Unidos ofrecen cursos AP, aunque el College Board permite que cualquier estudiante tome cualquier examen independientemente de su participación en su curso respectivo. Por tanto, los estudiantes educados en el hogar y los estudiantes de escuelas que no ofrecen cursos AP tienen la misma oportunidad de tomar los exámenes AP.
A partir de la temporada de exámenes de 2015, los exámenes cuestan $91 cada uno, aunque el costo puede ser subsidiado por programas locales o estatales. La ayuda financiera está disponible para los estudiantes que califican para ella; la reducción del examen es de $ 26 o $ 28 por examen de College Board más un reembolso adicional de $ 8 por examen de tarifa reducida de la escuela. Puede haber más reducciones dependiendo del estado. De los $ 91, $ 8 van directamente a la escuela para pagar la administración de la prueba, que algunas escuelas reducirán para reducir el costo para el estudiante.
El 3 de abril de 2008, el College Board anunció que cuatro cursos AP — Literatura francesa, Literatura latina, Ciencias de la computación AB e Idioma y cultura italiana — se suspenderían después del año escolar 2008–2009 debido a la falta de fondos. Sin embargo, el examen de lengua y cultura italiana se volvió a ofrecer a partir de 2011.
A partir de julio de 2013, AP permitió a los estudiantes por primera vez ver y enviar sus puntajes en línea.
El número de exámenes AP administrados cada año ha experimentado un aumento constante durante la última década. En 2003, se administraron 175,860 exámenes de inglés y composición. Para 2013, este número había aumentado a 476,277, o un aumento del 171%. Tal aumento ha ocurrido en casi todos los exámenes AP ofrecidos, con el examen de Psicología AP viendo un aumento del 281% en la última década. En 2017, el examen AP más tomado fue Lengua inglesas y Composición  con 579,426 estudiantes y el examen AP menos tomado fue Cultura y Lengua japonesa  con 2,429 estudiantes.
Los exámenes AP comienzan el primer lunes de mayo y duran diez días escolares (dos semanas).

## Puntuación
Las pruebas AP se califican en una escala del 1 al 5 de la siguiente manera:
- 5 – Extremadamente bien cualificado
- 4 – Bien cualificado
- 3 – Cualificado
- 2 – Posiblemente cualificado
- 1 – Ninguna recomendación

El componente de opción múltiple del examen se califica por computadora, mientras que las respuestas abiertas y las porciones de ensayo son calificadas por lectores capacitados en la lectura AP cada junio. Los puntajes en varios componentes se ponderan y combinan en un puntaje compuesto bruto. El Jefe de Lectores para cada examen luego decide los límites de calificación para el examen de ese año, que determinan cómo se convierten los puntajes compuestos en las calificaciones finales. Durante el proceso, se realizan una serie de revisiones y análisis estadísticos para garantizar que la calificación sea confiable. El objetivo general es que las calificaciones reflejen una escala absoluta de rendimiento que se pueda comparar año tras año.
Algunas universidades usan los puntajes de las pruebas AP para eximir a los estudiantes de los cursos introductorios, otras las usan para colocar a los estudiantes en cursos más altos designados, y algunos hacen ambas cosas. La política de cada universidad es diferente, pero la mayoría requiere un puntaje mínimo de 3 o 4 para recibir crédito universitario. Por lo general, esto aparece como una calificación de "CR" en la transcripción de la universidad, aunque algunos colegios y universidades otorgarán una calificación A por un puntaje de 5. Algunos países, como Alemania, que no ofrecen admisión general a sus universidades y colegios para los titulares de un diploma de escuela secundaria estadounidense sin cursos preparatorios admitirán directamente a los estudiantes que hayan completado un conjunto específico de pruebas AP, dependiendo de la materia que deseen estudiar allí.
Además, completar los cursos AP ayuda a los estudiantes a calificar para varios tipos de becas. Según el College Board, el 31 por ciento de los colegios y universidades consideran la experiencia AP al tomar decisiones de becas.
A partir de la administración del examen AP de mayo de 2011, el College Board cambió el método de calificación de los exámenes AP. Los puntajes totales en la sección de opción múltiple ahora se basan en el número de preguntas respondidas correctamente. Los puntos ya no se deducen por respuestas incorrectas y, como era el caso antes, no se otorgan puntos por preguntas sin respuesta. Sin embargo, los requisitos de puntuación también se han incrementado.